# Polystepha
Polystepha is een muggengeslacht uit de familie van de galmuggen (Cecidomyiidae).

## Soorten
- P. aceris (Felt, 1907)
- P. americana (Felt, 1908)
- P. canadensis (Felt, 1908)
- P. caryae (Felt, 1908)
- P. connecta (Felt, 1908)
- P. cornifolius (Felt, 1907)
- P. globosa (Felt, 1909)
- P. malpighii

Eikenblaargalmug (Kieffer, 1909)
- P. multifila (Felt, 1907)
- P. pilulae (Beutenmüller, 1892)
- P. podagrae (Felt, 1909)
- P. pustulata (Felt, 1909)
- P. pustuloides (Beutenmüller, 1907)
- P. quercifolia (Felt, 1908)
- P. quercus Kieffer, 1897
- P. rhoinus (Felt, 1907)
- P. rossica Mamaeva, 1981
- P. serrata (Felt, 1908)
- P. simpla (Felt, 1909)
- P. sobrina (Felt, 1907)
- P. symmetrica (Osten Sacken, 1862)
- P. transversa (Felt, 1907)